# South Anston
South Anston – wieś w Anglii, w South Yorkshire, w dystrykcie (unitary authority) Rotherham. Leży 12,7 km od miasta Rotherham, 16,5 km od miasta Sheffield i 218,3 km od Londynu. South Anston jest wspomniana w Domesday Book (1086) jako Litelastone/Titelanstan.